# ナウエル・テナグリア
ファクンド・ナウエル・テナグリア（Facundo Nahuel Tenaglia、1996年2月21日 - ）は、アルゼンチン・サラディージョ出身のサッカー選手。デポルティーボ・アラベス所属。ポジションはDF。

## クラブ経歴
2014年、CAアタランタのユースチームに加入し、2年後の2016年10月、CAサン・テルモ戦にてトップチームデビューを果たした。
2017年8月23日、CAタジェレスと契約した。
2022年1月22日、デポルティーボ・アラベスに2021-22シーズン終了までの契約でレンタル移籍をした。